# Малыгино (Пензенская область)
Малы́гино — деревня в Шемышейском районе Пензенской области России. Входит в состав Воробьёвского сельсовета.

## География
Деревня расположена в двух с половиной километрах от Воробьёвки — центра сельсовета, в 20 километрах от Шемышейки и в 60 километрах от Пензы, на берегу реки Чарыкайки (приток Няньги). С Воробьёвкой связана прямой дорогой.

## История
Деревня Малыгино была поселена капитаном Михаилом Малыгиным в начале XVIII века (впервые упоминается в 1725 году), в период активного освоения русскими помещиками среднего течения реки Няньги. Крестьян в Малыгино и окружающие деревни привезли князь Александр Болховский и дворянин Григорий Галабурда. С 1780 года Малыгино входило в состав новообразованного Петровского уезда Саратовской губернии, в рамках которого числилось в Спасско-Александровской волости. В 1877 году деревня насчитывала 109 дворов, в 1914 году — 180 дворов. Была также ветряная мельница.
Деревня и река, на которой она расположена, имеет также названия Чирыкан и Чарыкайка. По одной версии, это название восходит к мордовскому «чирьке» — дуга: речка Чарыкайка впадает в Няньгу в её излучине. Согласно другой версии, название происходит от мордовского мужского имени Чарыкай, которое мог носить владелец земель, где сейчас расположена деревня.

## Население
| 1795 | 1859 | 1897 | 1911 | 1914 | 1926 | 1930 | 1959 | 1979 | 1989 | 1996 | 2010 |
| ---- | ---- | ---- | ---- | ---- | ---- | ---- | ---- | ---- | ---- | ---- | ---- |
| 530  | 542  | 668  | 905  | 925  | 955  | 975  | 295  | 127  | 66   | 60   | 21   |